# Lissos (Schiff)
Die Lissos war ein Fährschiff der griechischen ANEK Lines. Sie wurde 1972 als Ferry Hamanasu für die japanische Reederei Shin Nihonkai Ferry in Dienst gestellt und blieb bis 1987 in japanischen Gewässern im Einsatz. Nach Umbauarbeiten war das Schiff seit 1989 auf verschiedenen Routen für die ANEK Lines im Einsatz, ehe es 2011 ausgemustert und im indischen Alang abgewrackt wurde.

## Geschichte
Die Ferry Hamanasu entstand unter der Baunummer 636 in der Werft der Koyo Dockyard Company in Mihara und wurde am 7. Mai 1972 an Shin Nihonkai Ferry abgeliefert. Im selben Monat erfolgte die Indienststellung auf der Strecke von Otaru über Tsuruga nach Maizuru.
1987 wurde die Ferry Hamanasu an die griechische ANEK Lines verkauft und in Lissos umbenannt. Nach der Ankunft in Piräus im Mai 1987 wurde das Schiff für den Fährbetrieb im Mittelmeer umgebaut. 1989 erfolgte die Indienststellung auf der Strecke von Ancona über Korfu und Igoumenitsa nach Patras. 1997 wechselte das Schiff auf die Route von Piräus nach Chania.
Am 14. November 2004 wurde die Lissos bei einer Kollision mit der Kaimauer in Souda beschädigt und musste in Piräus repariert werden. Im Mai 2005 wurde das Schiff an die griechische Regierung verchartert und lief im selben Monat vor Argostoli auf Grund, blieb jedoch unbeschädigt. Ab Oktober 2007 wurde die Fähre auf der Strecke von Piräus nach Heraklion eingesetzt, ehe sie im Juli 2008 auf die Route von Piräus über Lesbos und Chios nach Thessaloniki wechselte. Am 1. August 2008 erlitt das Schiff eine weitere Havarie, als es im Hafen von Piräus bei einer Kollision mit dem Kreuzfahrtschiff Cristal leicht beschädigt wurde.
Im Februar 2011 verließ die Lissos den normalen Fährdienst und beförderte aufgrund politischer Unruhen vietnamesische Staatsbürger von Libyen zurück nach Vietnam. Anschließend ging die Fähre zum Abbruch ins indische Alang, wo sie am 1. Mai 2011 eintraf. Am 17. Mai 2011 wurde das 39 Jahre alte Schiff auf den Strand gezogen und anschließend abgewrackt.